# IC 1035
IC 1035 је лентикуларна галаксија у сазвјежђу Волар која се налази на листи објеката дубоког неба у Индекс каталогу.
Деклинација објекта је + 9° 20' 12" а ректасцензија 14h 38m 10,2s. Привидна величина (магнитуда) објекта IC 1035 износи 14,3 а фотографска магнитуда 15,3. IC 1035 је још познат и под ознакама MCG 2-37-28, CGCG 75-97, PGC 52305.